# 米国情報処理学会連合会
米国情報処理学会連合会‌（べいこくじょうほうしょりがっかいれんごうかい、American Federation of Information Processing Societies、略称: AFIPS）は、アメリカの情報処理関係の協会の上部団体。1961年5月10日に設立され、1990年に解散した。情報処理分野の知識発展を使命とし、国際会議等に連合会のメンバー代表として出席した。

## 歴史
米国情報処理学会連合会は（AFIPS）は、東部合同コンピュータ会議（EJCC）と西部合同コンピュータ会議（WJCC）の2大コンピュータ会議を主催していた全米合同コンピュータ会議（National Joint Computer Committee、1951年設立）を前身とする組織だった。1961年の創立には、米国計算機協会（ACM）、米国電気学会（AIEE）、および米国無線学会（IRE）の3者が加わった。前年の1960年に UNESCOの提案により結成された情報処理国際連合（IFIP）は、AFIPSが構成メンバーの代表として参加した。
1962年、AFIPSはEJCCおよびWJCCの主催を引き継ぎ、両会議の名称を変更して春季合同コンピュータ会議（Spring Joint Computer Conference、SJCC）および秋季合同コンピュータ会議（Fall Joint Computer Conference、FJCC）とした。1973年、両会議は統合されて全米コンピュータ会議（National Computer Conference、NCC）となり、1987年まで毎年開催された。
AFIPSは、全米オフィス・オートメーション会議（Office Automation Conference）などの小規模な会議も主催したほか、『Annals of the History of Computing』その他の雑誌を発行した。また、情報処理分野における顕著な業績を称えるハリー・H・グッド記念賞（Harry H. Goode Memorial Award）を運営および贈呈した。
AFIPSは、1990年に解散された。IEEEコンピュータ・ソサエティ（IEEE-CS）がグッド賞のスポンサーとなり、『Annals of the History of Computing』は『IEEE Annals of the History of Computing』と名称を変更して発行を引き継いだ。また、1991年にはIEEE-CSとACMの両者で米国コンピューティング連盟（Federation on Computing in the United States、FOCUS）を結成し、AFIPSの後任となる米国代表としてIFIPに参加した。1999年には、IFIPがIEEE-CSとACMの両者を別個のメンバーとして認定し、FOCUSは解散された。

## 組織構造
AFIPSの運営は、役員会が担った（当初は"Governing Board"と呼ばれた）。AFIPSを構成する各メンバー協会から、規模に応じて1人から3人の人物が役員となった。提携メンバーからは、各1人が役員となった。役員会の下部組織として実行委員会、教育委員会、財務委員会、アワード委員会を含む各種の委員会が置かれた。合同会議は合同会議委員会が運営を担い、各会議の全体の方向性や方針を定め、合同会議ステアリング委員会と全米合同コンピュータ会議委員会のアクション事項の連携を取り、問題事項は適宜、AFIPSの財務委員会や実行委員会につないだ。合同会議は、主に情報処理分野に関連する技術セッションの開催や展示を行った。